# Инфанте, Франсиско

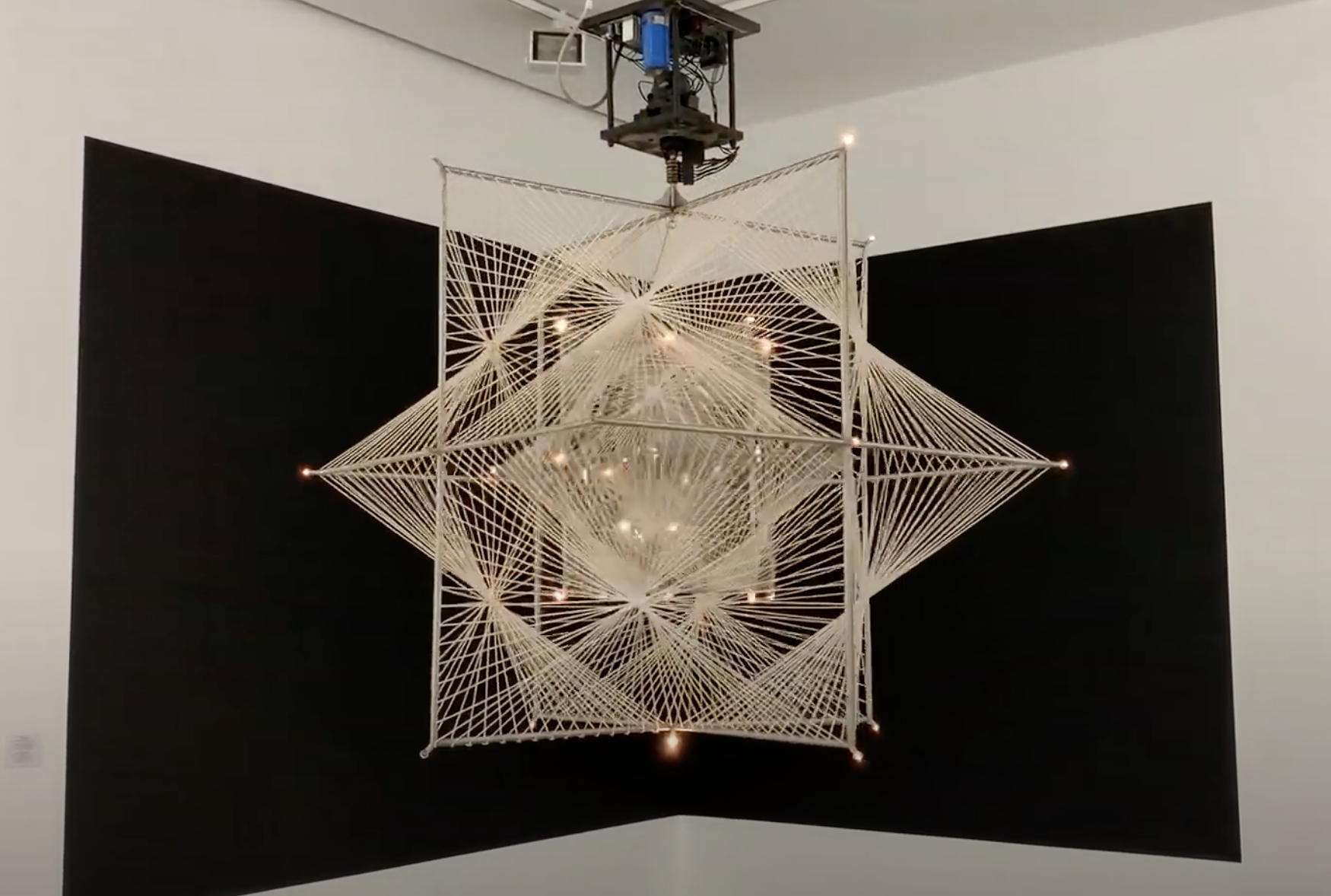
Франсиско Инфанте. Конструкция «Пространство-движение-бесконечность». 1963—1965. Авторская реплика 2008 года

Франсиско Инфа́нте-Ара́на (исп. Francisco Infante-Arana; род. 4 июня 1943[…], Васильевка, Саратовская область) — российский художник, фотограф, теоретик искусства. Заслуженный художник Российской Федерации (1999).

## Биография
Родился в семье испанского политэмигранта. С 1956 по 1962 год учился в Московской средней художественной школе, в 1966 окончил Московское Высшее художественно-промышленное училище (б. Строгановское). С 1962 по 1964 год — член Содружества художников геометрического и метафизического направления «Движение». В 1968 году начал выступать с инсталляциями в открытом природном пространстве. С 1968 года работает совместно с Нонной Горюновой. Их сыновья Северин Инфанте и Платон Инфанте (жена Дарья Коновалова-Инфанте) — тоже художники. У художника восемь внуков — Екатерина, Серафим, Пелагея, Тихон, Полина, Тимофей, Евдокия, Евфросиния. Живёт и работает в Москве.
В 1970 году организовал группу художников и инженеров «Арго» с целью создания искусственных систем, аналогичных естественным явлениям. С 1973 года — член Московского союза художников.
С 1975 года он сосредоточивается на создании артефактов, выражая с их помощью свою основную идею — совмещать природное и искусственное через инсталляции на открытом воздухе и затем представлять их публике ограниченным выпуском фотографий.
Участник международных выставок, его творчество представлено в государственных и частных собраниях.
Отмечен в 1996 году Государственной премией Российской Федерации в области изобразительного искусства.
Начав как «кинетический художник» в 1960-е годы, Инфанте внес свой вклад в лэнд-арт, делая инсталляции на природе. Художник называет свои работы артефактами. Построенные на эффектах отражения, многозначности и интерактивности, они часто взывают к традициям русского авангарда, особенно работам Малевича и Татлина. Интерпретируя «кинетический» как «подвижный», «мобильный», Инфанте создаёт абстрактные и искусственные системы, состоящие из подвижных и вращающихся форм, выполненные из конкретных материалов в той же мере, как и из света, цвета и звука.
По словам ассистента режиссера к/ф «Служебный роман» Евгения Цымбала, Франсиско Инфанте изготовил «мобиль» для квартиры замдиректора статистического учреждения Юрия Самохвалова.
В 1960-е годы его работы характеризуются абстрактным геометризмом, это как бы прообраз его более поздних трехмерных композиций. В их основе — понимание артефакта, вручную сделанного объекта, что символизирует гармонию искусства, техносферы и природы. Однако в некоторой степени он продолжает традиции русского конструктивизма, и его работам свойственно чувство экологического баланса, но свободного от технократических утопий. Серии ландшафтных инсталляций художник затем представляет в соответствующих циклах фотографий. Их Инфанте использует в лекциях и статьях, придавая своему искусству дидактический характер.
Вот, что автор говорит о своем творчестве: 

«С 1962 года я был вовлечен в геометрическое, а затем в кинетическое искусство. С помощью моих работ я хотел выразить эмоции, связанные с безграничным совершенством мира. Природа стала для меня символом вечного, загадочного, божественного мира, чья полнота и завершенность — другой мир, так называемая „вторая природа“, мир технологий. Я думаю о них как о взаимодействующих друг с другом. Поэтому я стараюсь достичь адекватного выражения мира таким, как он есть».

## Работы находятся в собраниях
- Государственная Третьяковская галерея, Москва.
- Государственный Русский музей, Санкт-Петербург.
- Государственный музей изобразительных искусств им. А. С. Пушкина, Москва.
- Государственный музей-заповедник «Царицыно», Москва.
- Музей АРТ4, Москва.
- Московский музей современного искусства, Москва.
- Государственный Центр современного искусства, Москва.
- Московский Дом фотографии, Москва.
- Государственный культурный центр — музей В. С. Высоцкого, Москва.
- Новый музей, Санкт-Петербург.
- Музей AZ (Музея Анатолия Зверева), Москва.
- Музей нонконформизма, Москва.
- Бруклинский музей, Нью-Йорк, США.
- Колодзей Арт Фонд, Хайланд-парк, Нью-Джерси, США.
- Музей изобразительных искусств Университета Колумбус, Колумбус, Огайо, США.
- Институт современной русской культуры, Лос-Анджелес, США.
- Национальная коллекция современного искусства, Париж, Франция.
- Музейная галерея искусств, Питерборо, Великобритания.
- Музей современного искусства, Сеул, Южная Корея.
- Художественный музей Сетагая, Токио, Япония.
- Музей Вильгельма Хака, Людвигсхафен, Германия.
- Кунстмузеум, Бёрн, Швейцария,
- Музей искусства, Лодзь, Польша.
- Коллекция галереи Гмуржинска, Кёльн, Германия.
- Коллекция Банка Испании. Мадрид, Испания.

## Персональные выставки
- 1974 — Выставка Ф. Инфанте и группы «Арго». Центр испанского землячества, Москва.
- 1978 — «Франсиско Инфанте». ДК Московского института инженеров транспорта, Москва.
- 1979 — «Искусство-природа-технология» (совм. с группой «Арго»). Дворец культуры имени Ленсовета, Ленинград.
- 1981 — «Артефакции». Дом учёных АН СССР, Черноголовка, Московская обл.
- 1981 — «Присутствие» (ретроспективная выставка). Горком графиков, М. Грузинская, 28, Москва.
- 1981 — «Искусственные объекты и природное окружение». Центр технической эстетики ВНИИТЭ, Москва.
- 1982 — «Артефакции» (однодневная). Дом художника на Кузнецком мосту, Москва.
- 1982 — «Франсиско Инфанте». Политехнический институт, Москва.
- 1982 — «Посвящение артефакту». ЦНИИ теории и истории архитектуры, Москва.
- 1984 — «Артефакты». Музей фотографии, Шяуляй, Литва.
- 1984 — «Артефакты». Республиканский дом знаний, Рига, Латвия.
- 1984 — «Артефакты в планетарии». Московский планетарий, Москва.
- 1987 — «Francisco Infante. Artefakty a kresby» (Артефакты и рисунки). Galeria Lounech, Dom umeni mesta, Брно, Чехословакия.
- 1988 — «Артефакты». ДК Одесского Государственного университета, Одесса.
- 1988 — «Артефакты». Дом кино, Москва.
- 1989 — «Francisco Infante — Watercolour and Sibachrome Artefacts». Gallery Rosa Esman, Нью-Йорк, США.
- 1989 — «Артефакты Франсиско Инфанте». «Вильгельм Хак музей», Людвигсхафен, ФРГ.
- 1995 — «Francisco Infante. Artefactos». Sala Rekalde. Бильбао, Испания.
- 2001 — «Между небом и землей». Крокин галерея. Москва.
- 2002 — «Art Frankfurt». Стенд Крокин галереи. Германия.
- 2003 — «Пространство времени». Крокин галерея. Москва.
- 2008 — «Редуцированные артефакты», Москва, Институт Сервантеса
- 2008 — «Снежный Меридиан». Домик Чехова, Москва.
- 2012 — «Francisco Infante y Nona Goriunova. Artefactos». Centro de Arte Caja de Burgos. Бургос, Испания.
- 2014 — «Ре-конструкции». Крокин галерея. Москва.
- 2015 — «Метафоры мгновений». Крокин галерея. Москва.
- 2016 — «Рождение вертикали». Крокин галерея. Москва.
- 2017 — «Текст-Контекст». Музей Российской академии Художеств. Крокин галерея. Санкт-Петербург.
- 2025 — «Франсиско Инфанте. Метафоры бесконечности». Государственная Третьяковская галерея, Москва.